# Ignacio Macaya
Ignacio Macaya Santos de Lamadrid (Barcelona, 2 de septiembre de 1933-Barcelona, 5 de septiembre de 2006) fue un jugador de hockey sobre hierba español. Su logro más importante fue una medalla de bronce en los juegos olímpicos de Roma 1960 con la selección de España. Era primo de los también profesionales Joaquín Dualde y Eduardo Dualde.  

## Participaciones en Juegos Olímpicos
- Roma 1960, medalla de bronce.
- Tokio 1964, cuarto puesto.